# Tuberculatus japonicus
Tuberculatus japonicus är en insektsart som beskrevs av Masanobu Higuchi 1969. Tuberculatus japonicus ingår i släktet Tuberculatus och familjen långrörsbladlöss. Inga underarter finns listade i Catalogue of Life.